# 分株紫萁
分株紫萁（学名：Osmunda cinnamomea var. asiatica）为紫萁科紫萁属下的一个变种。

## 扩展阅读
- 維基物種上的相關：分株紫萁